# ISO 3166-2:AE
ISO 3166-2:AE — стандарт Міжнародної організації зі стандартизації, який визначає Геокод. Є частиною стандарту ISO 3166-2, що належать Об'єднаним Арабським Еміратам. Він охоплює всі 7-м еміратів — адміністративних одиниць держави.

## Загальні відомості
Кожен геокод складається із двох частин: коду Alpha2 за стандартом ISO 3166-1 для ОАЕ — AE та додаткового двосимвольного коду, записаних через дефіс. Додатковий двосимвольний код утворений двома буквами латинського алфавіту, які утворені співзвучно абревіатурі назви емірату. Геокоди еміратів є підмножиною коду домену верхнього рівня — AE, присвоєного ОАЕ відповідно до стандартів ISO 3166-1.

## Геокоди Андори першого рівня
Геокоди 7-ми еміратів адміністративно-територіального поділу ОАЕ.
| Геокод | Адміністративна одиниця | Статус |
| ------ | ----------------------- | ------ |
| AE-AZ  | Абу-Дабі                | емірат |
| AE-AJ  | Аджман                  | емірат |
| AE-DU  | Дубай                   | емірат |
| AE-RK  | Рас-ель-Хайма           | емірат |
| AE-UQ  | Умм-ель-Кувейн          | емірат |
| AE-FU  | Фуджейра                | емірат |
| AE-SH  | Шарджа                  | емірат |

## Геокоди прикордонних для ОАЕ держав
- Саудівська Аравія — ISO 3166-2:SA (на заході та півдні),
- Оман — ISO 3166-2:OM (на південному сході),
- Катар — ISO 3166-2:QA (на північному заході, морський кордон),
- Іран — ISO 3166-2:IR (на півночі та північному сході, морський кордон).